# 紫坪埔ダム
座標: 北緯31度2分7秒 東経103度34分24秒 / 北緯31.03528度 東経103.57333度

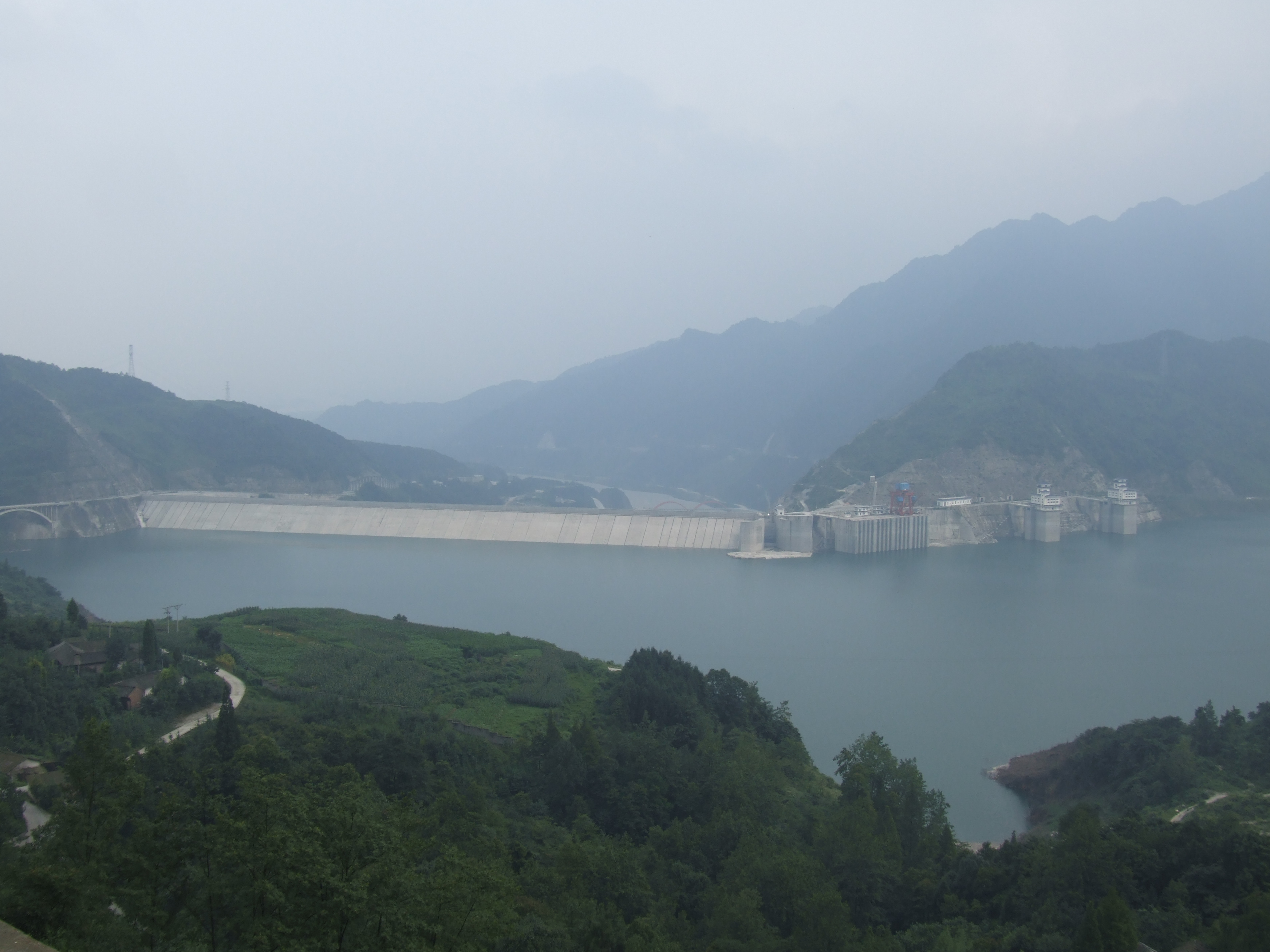
紫坪埔ダム

紫坪埔ダム（しへいほダム）とは、中華人民共和国四川省都江堰市の岷江に2006年に完成した大型多目的ダム。堤高156m、提長644m、総貯水容量11億1200万m3。

## 概要
西部大開発の一環として進められている、四川省紫坪鋪水資源開発事業の中核を成すダムである。灌漑、治水、水力発電の機能を担う。四川省紫坪鋪開発有限責任公司の監督の下、2000年から本格的な工事が始まった。

## 建設の際の問題点
第二ダムの建設により、ユネスコの世界遺産（文化遺産）となった灌漑設備「都江堰」が影響を受けるのではないかという懸念が、環境保護団体から出されている。
また、湛水予定敷に居住する約4万人の住民（チベット族など少数民族を含む）の立ち退きが必要となるが、立ち退きに関する情報は非公開となっている。このため、一方的な移住が行われているのではないかと懸念する人権団体も存在する。

## 四川大地震の影響
2008年5月12日に発生した四川大地震の影響により、紫坪埔ダムの堤頂部に亀裂が発生。安全性を確保するために5月14日から緊急放流を開始した。